# Goffredo di Monmouth
Goffredo di Monmouth (in inglese: Geoffrey of Monmouth; in latino: Gaufridus Monemutensis o Galfridus Monumotensis; Monmouth, 1100 circa – Llandaff, 1155 circa) è stato uno storico, scrittore e vescovo britannico medievale.
Le sue opere sono tutte scritte in latino. Pur intese da Monmouth come opere storiche, sono oggi considerate opere di fantasia con sporadici elementi storici.
È conosciuto in tutto il mondo per aver iniziato il famosissimo ciclo arturiano con la sua Historia Regum Britanniae (considerato da molti come il primo best seller della letteratura inglese). Quest’opera diventò presto famosa in tutta Europa: ebbe una grandissima diffusione di manoscritti e un'enorme diffusione orale tramite bardi e menestrelli. I contenuti della sua opera vennero poi rielaborati da molti altri scrittori: tra i più grandi esponenti abbiamo Chrétien de Troyes e Thomas Malory.

## Biografia
Goffredo nacque a Monmouth, in una signoria indipendente nel Galles meridionale, intorno ai primi anni del XII secolo, probabilmente da una famiglia bretone. Fu educato in un monastero benedettino; secondo alcuni storici, divenne egli stesso un monaco, ma la questione è controversa. 
Raggiunta la maturità, si trasferì a Oxford, dove fu canonico nella chiesa di Saint George. All'Università di Oxford si laureò e probabilmente fu anche insegnante (magister). Vi conobbe l'arcidiacono Gualtiero, ai cui suggerimenti si deve certamente la stesura dell'opera più celebre di Goffredo, la Historia Regum Britanniae. 
La carriera ecclesiastica lo portò a diventare prima arcidiacono di Monmouth (o di Saint Teilo a Llandaff) e poi, nel 1152, vescovo di Saint Asaph, nel Galles nordorientale. Saint Asaph era situata in una regione afflitta dagli scontri fra i normanni e i ribelli gallesi; pare che Goffredo, forse per questo motivo, non si sia mai effettivamente trasferito nella sede episcopale.

## Opere
La prima opera nota di Goffredo fu Prophetiae Merlini (Le profezie di Merlino), databile intorno al 1135. In questo testo raccolse parte della tradizione precedente del bardo profeta Myrddin Emrys. Goffredo sostenne, nella dedica iniziale dell'opera, di aver risposto all'esortazione del vescovo Alessandro di Lincoln, che gli aveva chiesto di de britannico in latino transferre le profezie di Myrddin; ma se sia trattato di una vera e propria traduzione è questione controversa. In ogni caso, fu Goffredo a usare per primo il nome Merlino, latinizzando Myrddin con qualche ritocco per evitare l'assonanza col francese merde; e altrettanto innovativa fu la reinterpretazione di Merlino come profeta cristiano. L'opera si presentava, come il titolo suggerisce, come una raccolta di profezie, paragonabile per certi versi alle successive Profezie di Nostradamus.
Le profezie sono scritte in un linguaggio fortemente simbolico, spesso oscuro, e vertono soprattutto sul futuro politico della Britannia; furono infatti poi incluse nel più ampio Historia Regum Britanniae (Storia dei Re di Britannia), come IX volume. Complessivamente, ebbero una diffusione ancora maggiore; oltre a trovarsi nei manoscritti della Historia, infatti, le Prophetiae circolarono anche come opera indipendente (se ne sono trovati circa ottanta manoscritti). L'integrazione delle Prophetiae nella Historia (che unisce quindi definitivamente il personaggio di Myrddin alla storia dei re bretoni, e in particolare alle figure di Vortigern e Uther Pendragon) rappresenta la nascita del personaggio letterario di Merlino, in seguito centrale nel ciclo bretone. L'Historia, completata nel 1138, è l'opera più celebre di Goffredo; con intenti storiografici, ma in effetti attingendo quasi esclusivamente a miti e leggende, racconta le vicende dei regnanti bretoni su un arco di duemila anni.
Quest'opera ebbe una enorme visibilità per tutto il Medioevo e fu fonte di ispirazione per moltissimi autori successivi. Il suo resoconto della vita di Re Artù, in particolare, contribuì in maniera decisiva alla nascita del ciclo bretone. Dall'opera traspaiono elementi correlati alla biografia di Goffredo, e in particolare la sua predilezione per i bretoni e una certa ostilità politica verso gallesi e sassoni.
Nella Vita Merlini (Vita di Merlino), databile intorno al 1150, il profeta appare estremamente diverso da quello delle opere precedenti, che corrisponde molto più direttamente al gallese Myrddin Wyllt.
Alcuni studi riportano che, per le sue opere, Monmouth utilizzasse nomi presi da varie fonti per diversi personaggi che, nelle versioni precedenti dei racconti, ne erano privi. Alcuni erano nomi utilizzati realmente all'epoca, mentre altri provenivano da fonti scritte ed erano caduti in disuso; molti di questi nomi Monmouth li riutilizzò modificandoli senza curarsi (o ignorando) l'origine, la pronuncia o la forma originale o addirittura il genere maschile o femminile, portando di fatto alla creazione di nuovi nomi di uso moderno, quali, ad esempio, Morgana, Cordelia, Rowena e Guendalina.

## Genealogia episcopale
La genealogia episcopale è:
- Cardinale Vitale Giovanni, O.S.B. Cam.
- Papa Innocenzo II
- Cardinale Alberico di Beauvais, O.S.B. (1138)
- Arcivescovo Teobaldo di Bec
- Vescovo Goffredo di Monmouth